# Fabel

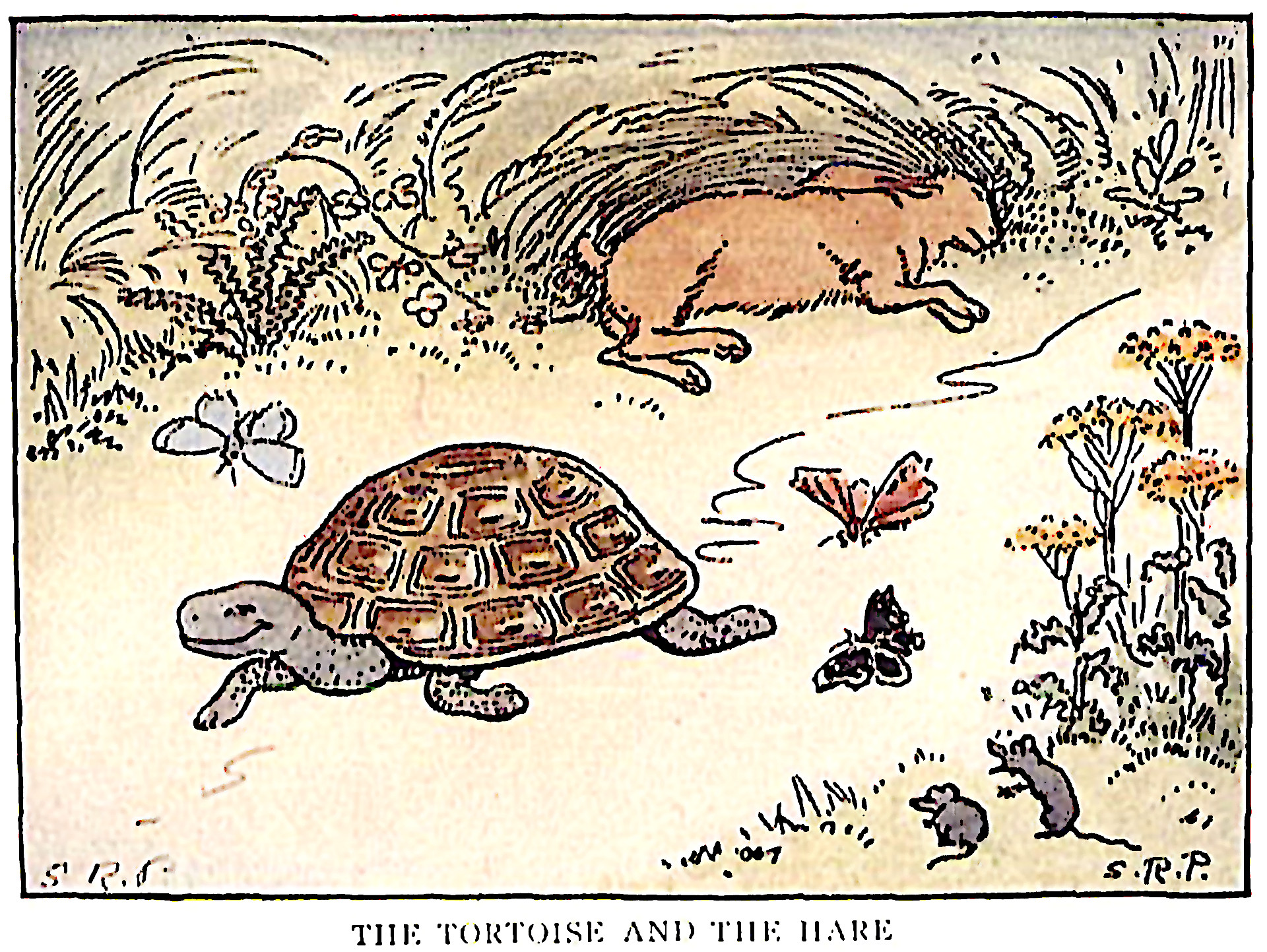
De haas en de schildpad

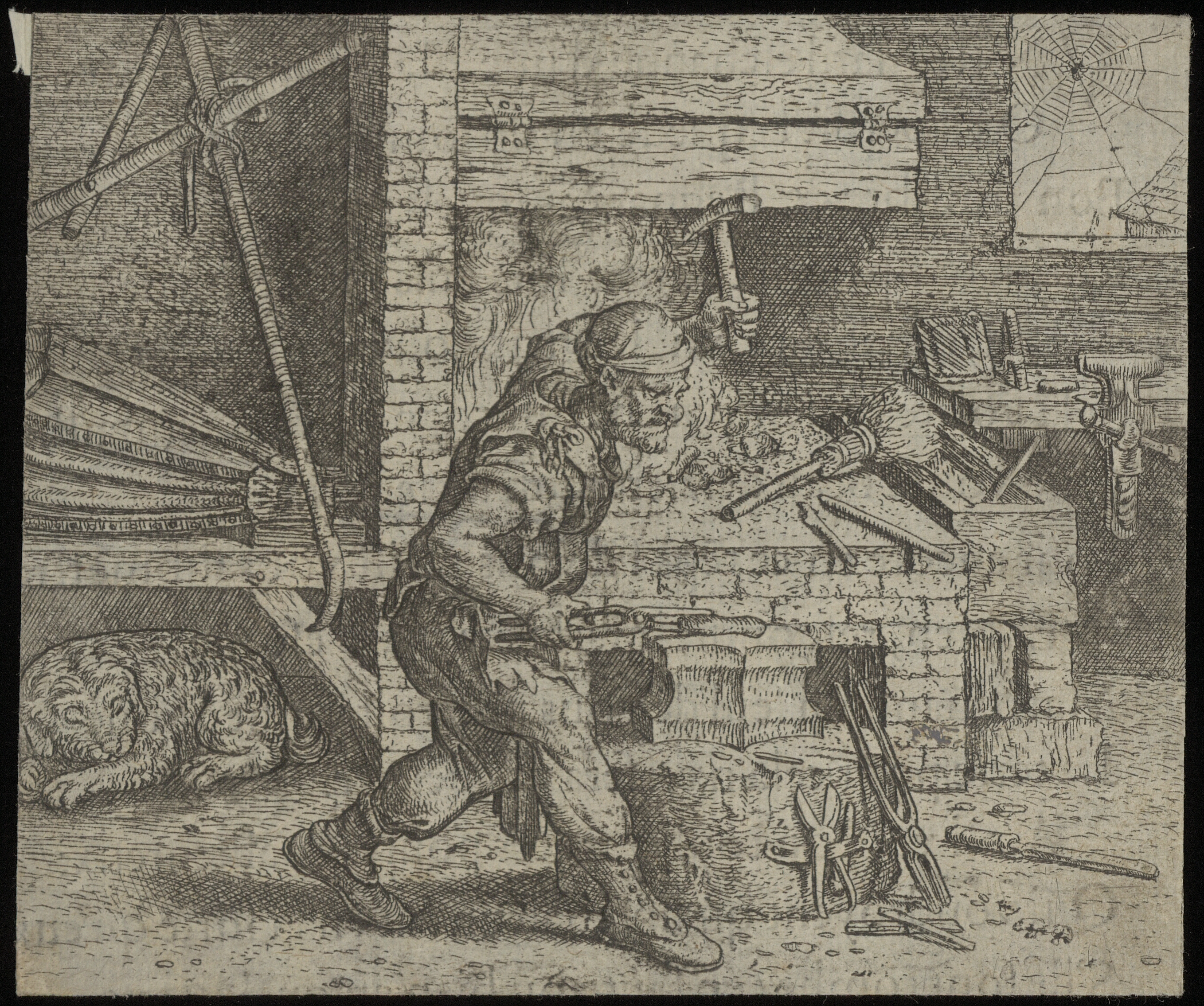
Fabels waren niet altijd rozengeur en maneschijn, er kwam vaak geweld aan te pas. Gedrukte prent van de fabel van de smid en de hond uit de zestiende eeuw.

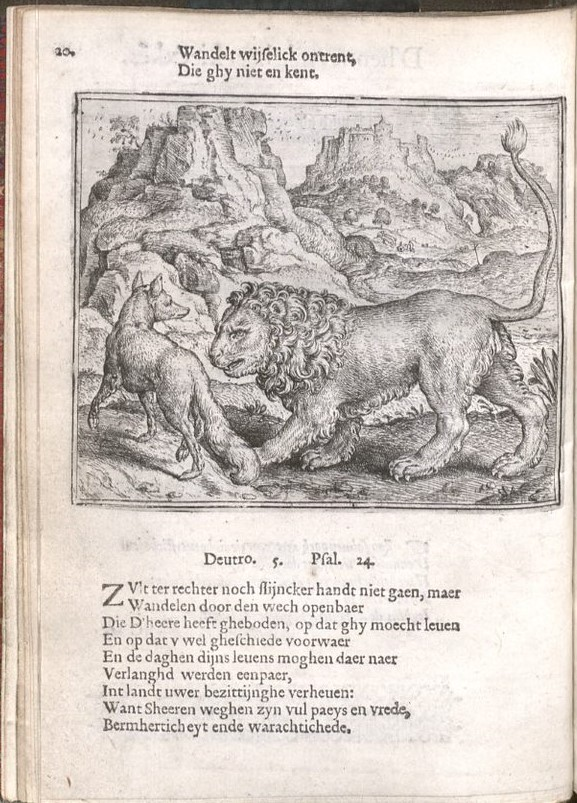
Fragment uit De Waarachtige Fablen der Dieren van het verhaal de Leeuw en de Vos. Geïllustreerd door Marcus Gerards in 1567. Bewaard in de Openbare Bibliotheek Brugge.

Een fabel, in het Grieks ainos (prijzenswaardig exempel), in het Latijn fabula (afgeleid van fari = spreken; vergelijk mythe, sage en sprookje) is een korte, verzonnen vertelling die een zedenles aanschouwelijk voorstelt.
Er bestaan verschillende subgenres, maar het bekendste is het dierdicht, waarin menselijke eigenschappen (antropomorfisme) op dieren overgezet worden, en waarin dieren (soms ook planten of dingen) als handelende en sprekende personen optreden. Het gaat dan meestal om één menselijke eigenschap, waardoor het typische flat characters betreft. Daarnaast bestaan er ook etiologische fabels, die de oorzaak (Grieks αἰτία) of achtergrond geven over een bepaald fenomeen. Ook zijn er fabels die een sterk anekdotisch karakter bezitten.
De zedenles of moraal kan zich bevinden aan het begin van het verhaal, en dan spreekt men van een promythion, maar hij kan evengoed door een van de verhaalfiguren worden uitgesproken, of, als epimythion, door de vertelfiguur aan het einde worden toegevoegd. In dit laatste geval wordt de clou dus niet direct prijsgegeven. Het corpus van het verhaal bestaat uit de actio (actie), reactio (reactie) en de eventus (resultaat).

## Geschiedenis
Het genre van de fabel maakt deel uit van de populaire literaire traditie van vrijwel alle volkeren. Waarschijnlijk is het duizenden jaren geleden (in het tweede millennium v.Chr.) ontstaan in het oude India (zie: Pañcatantra) en iets later wellicht via Mesopotamië en Egypte naar Klein-Azië en Griekenland gebracht. In het Oude Testament is het genre vertegenwoordigd met twee fraaie voorbeelden: de fabel van Jotam (Rechters 9:7-20) en die van de Israëlitische koning Joas (2 Koningen 14:9 en 2 Kronieken 25:18), waarin de draak wordt gestoken met de pretenties van onbelangrijke lieden.
Vooral in het klassieke Griekenland waren fabels een succes. De oudste Griekse fabels treffen we aan bij Hesiodus (de havik en de nachtegaal, Werken en Dagen 202-212) en bij Archilochus (de vos en de aap en de vos en de adelaar). Deze dichters namen, zoals gebruikelijk was gedurende de hele oudheid, fabels als exempla op in hun werk. 
De bekendste fabeldichter uit het oude Griekenland was de legendarische, volgens de overlevering gebochelde ex-slaaf Aisopos (later gelatiniseerd tot Aesopus). Hij wordt beschouwd als de vader van de Europese fabelliteratuur, en aan hem werden vrijwel alle fabels uit de oudheid toegeschreven. Zijn aandeel in de ontwikkeling van het genre is evenwel niet met zekerheid vast te stellen, want het is zeer de vraag of hij wel echt bestaan heeft.
Verder hebben Demetrius van Phalerum en de Syriër Babrios (2e eeuw na Chr.) een rol gespeeld in de ontwikkeling van de fabel. De oudst bewaard gebleven verzameling van Griekse fabels staat op naam van deze Babrios. Aphthonius van Antiochië (ca. 400 na Chr.) nam een veertigtal prozafabels op in zijn Retorische Vooroefeningen.
De Latijnse fabelliteratuur is vrijwel geheel aan de Griekse schatplichtig. De oudste Latijnse fabel vindt men bij Ennius (de boer en de leeuwerik). Horatius last soms fabels in zijn werken in: onder meer de stadsmuis en de veldmuis (Satiren II, 6, 80-117) en de vos en de wezel (Brieven I, 7, 29-33). In de 1e eeuw na Chr. bewerkte Phaedrus een aantal aesopische fabels in Latijnse jambische senaren. Deze werden later (5e eeuw?) in proza geparafraseerd onder de titel Romulus (de zogenoemde Latijnse Aesopus). Rond 400 na Chr. presenteerde Avianus een bewerking in Latijnse disticha van 42 fabels van Babrius.
Na de Oudheid is de fabeltraditie nog voortgezet. Hoofdzakelijk via Avianus en de zogenaamde Romulus, die als schoolboeken zeer populair waren, bleven de antieke fabels in de Middeleeuwen bekend. Reeds vroeg werden ze ook in de volkstalen overgezet, waarvan de Esopet, een Middelnederlandse bewerking van de aesopische fabels, een mooi voorbeeld is.
De bekendste navolger van Aisopos is echter de Fransman Jean de La Fontaine.
Vaak wordt ook Van den vos Reynaerde (Reinaart de Vosch) een fabel genoemd, maar dit is strikt genomen niet correct, aangezien een fabel in principe een kort verhaal moet blijven en de moraal eigenlijk niet polyinterpretabel kan zijn. In feite kan men - partieel - dezelfde tegenwerping maken bij Animal Farm van George Orwell.